# Caterina Biscari
Caterina Biscari (Modica, del lliure consorci municipal de Ragusa, Sicília, 1957) és la directora del Sincrotró ALBA des de 2012. Llicenciada en Física per la Universitat Complutense de Madrid i doctora en Física per la Universitat de Nàpols Frederic II, ha desenvolupat la seva carrera científica en l'àmbit dels acceleradors de partícules en diversos laboratoris del món, com l'Organització Europea per a la Recerca Nuclear (CERN) o el Laboratori de Frascati de l'Institut Nacional de Física Nuclear (INFN). Va contribuir a la creació del Centre Nacional de Teràpia Oncològica de Partícules de Pavia. La seva recerca ha contribuït al desenvolupament d'acceleradors per a la investigació fonamental, la investigació aplicada i les aplicacions mèdiques. És EPS Fellow per les seves contribucions claus en el disseny, la construcció i la posada en marxa d'acceleradors. Des del 2012 és directora del Sincrotró ALBA, després de superar un concurs de mèrits internacional. És membre de comitès assessors de projectes en diversos països, entre d'altres, el comitè assessor dels acceleradors del CERN, de la Font Europea de Neutrons ESS, de la font de fotons Europea XFEL. El 2012 va rebre la condecoració d'Oficial de l'Estrella d'Itàlia.